# Sant Serni de Llanera
Sant Serni de Llanera es una localidad española del municipio de Torá, perteneciente a la provincia de Lérida, en la comunidad autónoma de Cataluña.

## Toponimia
El nombre del lugar puede encontrarse referido con las variantes Sancerni y Sant Serni de Llanera.

## Historia
Hacia mediados del siglo XIX, el lugar, por entonces perteneciente a Llanera, tenía contabilizadas 4 casas. Aparece descrito en el decimotercer volumen del Diccionario geográfico-estadístico-histórico de España y sus posesiones de Ultramar de Pascual Madoz de la siguiente manera:

SANCERNI: ald. en la prov. de Lérida (14 leg.), part. jud. y dióc. de Solsona (3 1/2), aud. terr. y c. g. de Barcelona (14), ayunt. de Llanera. sit. en la planicie de un monte; su clima es frio; sus enfermedades mas comunes calenturas y dolores de costado. Tiene 4 casas; igl. anejo de Cellés (San Antonio); cementerio, y buenas aguas potables. Confina con Vallferosa, Llanera y Fontanet. El terreno es de mediana calidad y de secano. Los caminos son locales y malos: la correspondencia se recibe de Tora. prod.: centeno, cebada y bellotas. pobl., riqueza y contr. (V. Llanera).
(Madoz, 1849, p. 728)

En la actualidad pertenece al municipio de Torá. En 2022, la entidad singular de población tenía empadronados 22 habitantes y el núcleo de población 6 habitantes.